# استان نور لیپز
استان نور لیپز (به اسپانیایی: Provincia de Nor Lípez) یکی از استان‌های بولیوی در بولیوی است که در شهرستان پوتوسی واقع شده‌است. استان نور لیپز ۲۸٬۱۸۷ کیلومتر مربع مساحت و ۱۰٬۴۶۰ نفر جمعیت دارد.